# 水俣市立袋中学校
水俣市立袋中学校（みなまたしりつ ふくろちゅうがっこう）は、熊本県水俣市袋にある中学校。

## 沿革
- 1947年（昭和22年）- 葦北郡水俣町立袋中学校創立
- 1949年（昭和24年）- 水俣市立袋中学校に改称

## 歴代校長
- 1947年（昭和22年）- 初代校長
- - 第  代校長 松﨑輝彦